# 遠州浜松信号場
遠州浜松信号場（えんしゅうはままつしんごうじょう）は、かつて現在の浜松市中央区に存在した遠州鉄道鉄道線の信号場である。

## 概略
鹿島線（鉄道線）の遠鉄浜松駅と遠州馬込駅の間に存在した信号場で、日中は列車の交換は行われなかったが、遠州馬込駅の駅構内およびプラットホームの有効長の関係上4両編成同士の列車交換ができなかったことから、ラッシュ時および列車増発時に同所で4両編成の増結運転を主体とした列車交換が行われていた。
遠州鉄道二俣線（後の鉄道線）開業当初は「浜松駅」と称し、後に遠州馬込駅 - 旭町駅（後の新浜松駅）まで延伸が行われるまでは貨物も取り扱う起点駅となっていた。新浜松駅延伸後に「遠州浜松」と改称している。隣接していた浜松鉄道奥山線（後に遠州鉄道に編入される）の開業以来の起点であった「板屋町駅」は後に道路拡幅のために、現在の早馬町交差点の対角線上に位置する「東田町駅」に移転している。
後に遠州鉄道が奥山線の東田町駅と鹿島線の遠州浜松駅を統合し、「遠鉄浜松駅」として営業を開始するとともに、遠鉄浜松駅と距離が程近かった同駅の旅客営業を廃止、貨物駅兼信号場として存続するが、1976年（昭和51年）の遠州鉄道の貨物輸送廃止に伴い貨物駅としての役割を終え、1985年（昭和60年）12月1日の遠州鉄道連続立体高架化事業の完成によって遠鉄浜松 - 新浜松間が新ルートに切り替えられたことに伴い、廃止となった。

## 歴史
- 1909年（明治42年）12月6日：大日本軌道浜松支社の濱松町駅として開業[1]。
- 1924年（大正13年）2月1日 ：遠州浜松 - 遠州馬込間延伸、鉄道省との貨物連携輸送開始[1]。
- 1941年（昭和16年）7月：道路拡幅に伴い隣接する奥山線「板屋町駅」が移転、「東田町駅」と改称。
- 1958年（昭和33年）6月1日：東田町駅と遠州浜松駅の旅客取り扱いが統合、「遠鉄浜松駅」となり、旅客営業を廃止し貨物駅兼信号場に降格[1]。
- 1976年（昭和51年）3月31日：遠州鉄道の貨物営業廃止に伴い、貨物営業を廃止、信号場となる[1]。
- 1985年（昭和60年）12月1日：新浜松 - 助信間の連続立体高架化完了に伴うルート変更により廃止[1]。

## 駅構造
駅手前で上下列車が入れ違う構造となっていた他、貨物輸送を行っていた頃は構内に側線が存在した。側線には貨物ホームがあり、貨物輸送廃止後も倉庫と繋げられた貨物ホームの痕跡が長らく残されていた。信号場の遠鉄浜松駅側には信号所の詰所が存在し、転轍機及び信号の操作を行っていた。

## 廃止後の痕跡

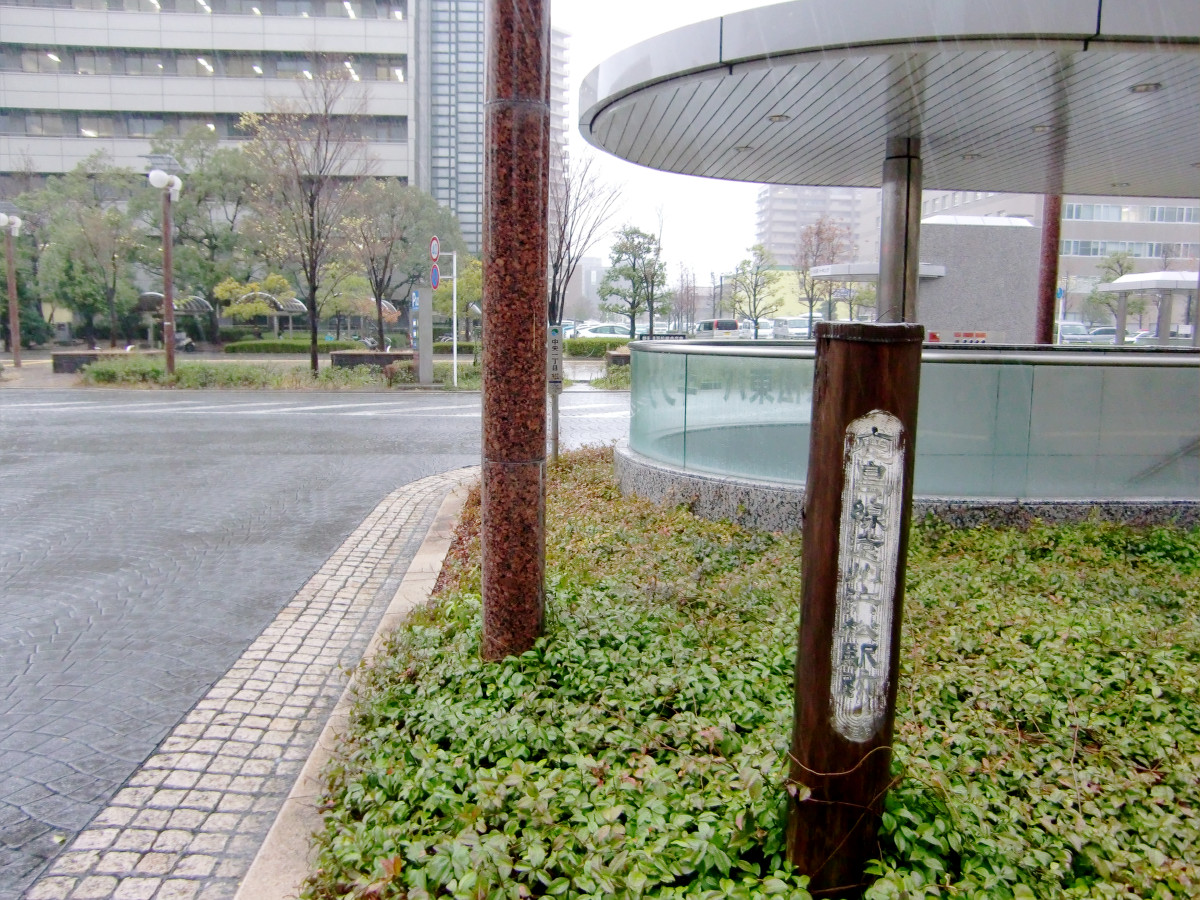
跡地に建つ記念碑（2012年11月）

廃止後は遠鉄浜松 - 遠州馬込間の廃線跡が遊歩道として長らく残されていたが、浜松市街地中心部の大規模な区画整理が徹底して行われたため、廃線跡はすべて跡形もなく消失している。遠州浜松信号場が存在した場所も静岡県浜松総合庁舎南側の「グランドメゾン浜松」敷地となっており、密集した建物の中を縫うようにして走っていた当時を偲ばせる物は板屋町駅跡や東田町駅跡共々、ほとんど残っておらず記念碑が建っているのみである。